# گردن‌زنی
 گردن‌زنی یک مجموعه نمایش خانگی ایرانی در ژانر درام، رازآلود و جنایی به کارگردانی سامان سالور و تهیه‌کنندگی علی قربان‌زاده است که از ۲۳ شهریور ۱۴۰۳ از پلتفرم فیلم‌نت پخش شد و در ۳۰ آذر ۱۴۰۳ به پایان رسید.

## خلاصه داستان
سرنوشت باران و نیما در شب عروسی‌شان که با آزادی خلافکار سابقه‌داری به نام شاهرخ تغییر کرده و سبب فاش شدن رازهای خانوادگی بسیار زیادی پیرامون آنها و تک تک افراد خانواده‌هایشان می‌شود.

## بازیگران
| بازیگر         | نقش           | توضیحات                                                        |
| -------------- | ------------- | -------------------------------------------------------------- |
| رؤیا نونهالی   | گیسو افشاری   | همسر مسعود، مادر باران، بهمن و بردیا                           |
| الهام پاوه‌نژاد | آفاق توفیق    | مادر نیما، مانی و مونا                                         |
| مهران غفوریان  | فریبرز افشاری | دایی باران، بهمن و بردیا، برادر گیسو، همسر سیمین               |
| حسن معجونی     | مسعود متین    | پدر باران، بهمن و بردیا، همسر گیسو                             |
| مهدی حسینی‌نیا  | بهمن متین     | پسر بزرگ مسعود و گیسو، برادر باران و بردیا،دوست مانی و امیر    |
| سمیرا حسن‌پور   | مونا دادگر    | دختر آفاق و یزدان، خواهر نیما و مانی، عاشق امیر                |
| پوریا رحیمی‌سام | شاهرخ تیموری  | خلافکار، قاتل نیما و باران، نامزد طناز                         |
| ترلان پروانه   | طناز ثابتی    | نامزد شاهرخ                                                    |
| محمد ولی‌زادگان | بردیا متین    | پسر کوچک مسعود و گیسو، برادر باران و بهمن                      |
| امین شعرباف    | امیر شمس      | پلیس، خواستگار سابق باران، دوست بهمن                           |
| پاشا رستمی     | مانی دادگر    | پسر بزرگ یزدان و آفاق، برادر نیما و مونا، همسر سایه، دوست بهمن |
| پژمان بازغی    | پیمان معینی   | وکیل تارا شیخ                                                  |
| الیکا ناصری    | باران متین    | عروس، دختر مسعود و گیسو، خواهر بهمن و بردیا ، معشوقه امیر      |
| کیسان دیباج    | نیما دادگر    | داماد، پسر کوچک یزدان و آفاق، برادر مانی و مونا                |
| ستایش رجایی‌نیا | سایه خالقی    | همسر مانی، عروس یزدان و آفاق                                   |
| سعید زارعی     | رضا احمدی     | دستیار امیر                                                    |
| محمد اشکان‌فر   | سیامک تیموری  | پدر شاهرخ                                                      |
| آزاده مهدی‌زاده | سیمین خانی    | همسر فریبرز                                                    |
| سهیل قنادان    | عزیز افشاری   | برادر گیسو و فریبرز                                            |
| هلن نقی‌لو      | هستی فرامرزی  | دوست‌دختر مسعود، دوست باران                                     |
| سپیده اعلایی   | تارا شیخ      | قاتل دختر مانی و سایه، رئیس آژانس بین‌المللی هواپیمایی          |
| بهنام تشکر     | داوود رفعتی   | خلافکار                                                        |
| حسن زارعی      | جناب سرهنگ    | مافوق امیر و رضا                                               |